# Vis-À-Vis (2013.)
Vis-À-Vis je hrvatski humoristično-dramski film redatelja Nevia Marasovića iz 2013. godine nastao prema scenariju koji je napisao Marasović u suradnji s dvoje glavnih glumaca (Rakanom Rushaidatom i Jankom Popovićem Volarićem). Premijera filma odvila se na filmskom festivalu u Puli 2013. godine, gdje je osvojio nagradu za najbolji film u kategoriji izbora žirija mladih filmofila. Iste godine krenuo je u širu kino distribuciju. Osim u Puli film je te iste godine nagradu osvojio i na festivalu u Zagrebu (Posebno priznanje), a iduće na festivalima u Prištini (Najbolji redatelj u balkanskoj konkurenciji) te Los Angelesu (Velika nagrada žirija). Sudjelovao je i na festivalima u Londonu, Pekingu, Krakowu, Bruxellesu, Izoli, Novom Sadu, Hercegu Novom, Kočevju, Miskolcu, Aleksandriji, Talinu, Luksemburgu te Skopju. Dobio je brojne pozitivne kritike od strane publike i kritičara te se smatra jednim od najboljih hrvatskih filmskih ostvarenja nastalih nakon nezavisnosti. Iz fiktivnog scenarija oko kojega se odvija radnja filma nastao je Marasovićev film Comic Sans (2018.). 

## Radnja
Neimenovani redatelj odlučuje se na poduhvat snimanja svog prvog dugometražnog igranog filma o odnosu između oca i sina koji zajedno odlaze na otok Vis kako bi se uspjeli bolje povezati. Za ulogu sina od odabire slabo iskusnog, ali, po njegovom mišljenju kvalitetnog glumca čije se dosadašnje iskustvo svodilo na uloge u sapunicama te kriminalističkim serijama, koji širom otvorenih ruku prihvaća ulogu. Kako bi privukao veću pažnju publike on se poznatom glumcu obraća s prijedlogom za ulogu oca, međutim, ovaj to odbija, smatrajući kako scenariju fali neke duše i autentičnosti. Pokoleban, ali neumorljiv, redatelj glumca koji će utjeloviti ulogu sina zove da zajedno odu na zimski izlet na Vis kako bi oni zajedničkim snagama popravili scenarij. Međutim, njihove će se osobne frustracije, različite vizije projekta i općenita izolacija na otoku rezultirati u manje nego prijatnoj atmosferi, međutim, svaka prepirka nastajućem scenariju podariva novu nit koja upotpunjuje sliku.

## Glumačka postava
- Rakan Rushaidat kao redatelj
- Janko Popović Volarić kao glavni glumac
- Krešimir Mikić kao slavni glumac
- Daria Lorenci Flatz kao producentica

1. ↑  HAVC • Katalog hrvatskih filmova. havc.hr (engleski). Pristupljeno 18. kolovoza 2025.
2. ↑  redakcija, Filmska. 9. listopada 2016. Top 25: Najbolji hrvatski filmovi od neovisnosti. Ziher.hr. Pristupljeno 18. kolovoza 2025.
3. ↑  HAVC • Katalog hrvatskih filmova. havc.hr (engleski). Pristupljeno 18. kolovoza 2025.